# Одум, Юджин
Юджин Одум (англ. Eugene Pleasants Odum; 17 сентября 1913 года, Ньюпорт, Нью-Гэмпшир, США — 10 августа 2002 года, Атенс, штат Джорджия, США) — американский биолог и эколог, иногда называемый «отцом современной экологии»; вместе с братом Говардом Одумом, также экологом, пионер экосистемной экологии.
Член Национальной академии наук США (1970), доктор философии (1939), заслуженный профессор университета Джорджии (по 1984). Лауреат премий Тайлера (1977) и Крафорда (1987). Совместно с Говардом Одумом является автором классического учебника «Основы экологии», изданного в 1953 году и переведённого на 12 языков.

## Биография
Сын социолога Говарда В. Одума, вырос в Чапел-Хилле (штат Северная Каролина).
Окончил Университет Северной Каролины (бакалавр и магистр зоологии, соотв. 1934 и 1936). В 1939 году получил степень доктора философии по зоологии со специализацией по экологии в Иллинойсском университете в Урбане-Шампейне.
В 1939—1940 гг. работал натуралистом в заказнике в Rensselaerville, New York.
С 1940 года в штате университета Джорджии, где в 1940—1957 гг. преподавал зоологию. В 1961 году основал Институт экологии, директором которого был до своей отставки в 1984 году (в 2007 году этот институт переименован в его честь в Одумовскую школу экологии). Вышел на пенсию с должностей заслуженного профессора зоологии и именного профессора экологии (Fuller E. Callaway professor of ecology).
Являлся президентом Экологического общества Америки, членом Американского орнитологического общества (1951), почётным членом Британского экологического общества (1974).
В 1939 году женился (с 1995 года вдовец), два сына.

## Награды и отличия
- Mercer Award, Экологическое общество Америки[англ.] (1956, совместно с Г. Одумом)
- Outstanding Educator of America (1971)
- Eminent Ecologist Award[англ.] (1974)
- Prix de l’Institut de la Vie (1975, совместно с Г. Одумом)
- Премия Тайлера (1977)
- Премия Крафорда (1987, совместно с Г. Одумом)

Удостоился шести почётных степеней, в том числе университетов Гватемалы и Эквадора.

## Труды
- Ecology
- Fundamentals of Ecology (совместно с Г. Одумом; Philadelphia: Saunders, 1953)
- Basic Ecology
- Ecology and Our Endangered Life Support Systems
- Ecological Vignettes: Ecological Approaches to Dealing with Human Predicament
- Essence of Place (в соавторстве с Мартой Одум)

Переводы на русский язык
- Одум Е. Экология / Одум Еуджен; Пер. с англ. и предисловие проф. В. В. Алпатова. — М.: Просвещение, 1968. — 168 с. — 23 000 экз.
- Одум Ю. Основы экологии = Fundamentals of Ecology (with Howard Odum) / Пер. с 3-го англ. издания; Под ред. и с предисл. д-ра биол. наук Н. П. Наумова. — М.: Мир, 1975. — 744 с.
- Одум Ю. Экология: В 2-х т. = Ecology / Пер. с англ.. — М.: Мир, 1986. — Т. 1. — 328 с.; Т. 2. — 376 с.